# Käll-Hanstjärnen
Käll-Hanstjärnen är en sjö i Malung-Sälens kommun i Dalarna och ingår i Dalälvens huvudavrinningsområde.